# Christopher Bartholin
Christopher Bartholin (23. december 1657 i København – 13. eller 14. april 1714 på Kås) var en dansk godsejer og landsdommer, bror til Caspar Bartholin den yngre, Hans Bartholin og Thomas Bartholin den yngre og far til Caspar Christopher Bartholin.
Han var søn af professor Thomas Bartholin den ældre, og tilbragte en del af sin ungdom på rejser i udlandet; 1674 studerede han ved universitetet i Leiden, og 1677 udgav han i Rom det eneste skrift, der haves fra hans hånd, en kort levnedsbeskrivelse af Vitalianus Borromæus efter et håndskrift, han havde fundet i det medicæiske bibliotek. Imidlertid var han 1676 blevet designeret professor i matematik ved Universitetet, for at han kunne overtage Villem Langes funktion under dennes forfald. 
Den akademiske løbebane har formodentlig ikke tiltalt ham; thi ca. 1680 blev han sekretær i Danske kancelli, og 1684 udnævntes han til landsdommer i Nørrejylland hvor han ejede Bajlumgård og senere købte Kås og Håstrup i Salling som han alle besad til sin død; for resterende løn udlagdes Krejbjerg kirketiende ham. Han var 1696-1707 var vicestiftsbefalingsmand over Aalborg Stift og viceamtmand i Aalborghus Amt samt fra 1699 første landsdommer.
Bartholin steg efterhånden fra kancelliråd (1687) til justitsråd (1693), virkelig justitsråd (1699) og 1709 til etatsråd og døde 13. eller 14. april 1714 på Kaas. Han havde 16. juli 1682 på Krogerup ægtet Marie Anne (Mariane) Grove (født på Nellerup, døbt 1. januar 1662 i Gilleleje Kirke, begravet 4. september 1733), datter af fyrforvalter på Anholt Peder Jensen Grove (1615-1673, gift 1. gang med Ane Christensdatter Langbjerg (Longomontanus), død 1659) og Dorothea Steffensdatter Rohde (1633–1677, gift 2. gang 1674 med Hans Rostgaard). Bartholin og hustru er begravet i Lime Kirke.